# Ikarus 280T
Ikarus 280T – trolejbus powstały na bazie autobusu Ikarus 280. W zależności od wersji pojazdy zostały wyposażone w elektronikę firmy Ganz, zdemontowaną z trolejbusów ZiU-5 albo innych producentów. Trolejbusy tego typu jeździły w NRD, Północnej Korei i na Węgrzech. W Polsce do używanych nadwozi autobusów Ikarus 280 montowano napęd elektryczny w firmie KPNA Słupsk i tworzono trolejbus Ikarus 280E.

## Historia
W Budapeszcie pierwszy trolejbus Ikarus 280.T1 (wyposażony został w napęd ze skasowanych ZiU-5) został zbudowany w latach 1975–1976 i wszedł do eksploatacji z numerem taborowym 100. Równolegle z nim powstała krótka wersja Ikarus 260T oznaczona numerem 600. Egzemplarz został wycofany w 1991 roku, a w 2000 roku skasowany. Od 1976 do 1978 roku powstała pierwsza oficjalna seria oznaczona 280.91. Do Budapesztu trafiło 78 sztuk oznaczonych numerami od 101 do 178. Spośród nich numer 120 był wyposażony w dodatkowy silnik benzynowy marki Łada, a nr 155 w motor Volkswagena.
W 1978 roku powstały dwa prototypy Ikarus 280.T3 z napędem szwajcarskiej firmy BBC. Pierwszy z nich po testach w Genewie pojechał do Ameryki Północnej (Meksyk i San Francisco), a następnie powrócił do fabryki i został zezłomowany. Drugi prototyp był testowany w m.in. Genewie, Linz i Grenoble, by finalnie trafić w 1987 roku do Segedynu bez elektroniki. W Segedynie został on wyposażony w osprzęt Ganza i jeździł do roku 2000.

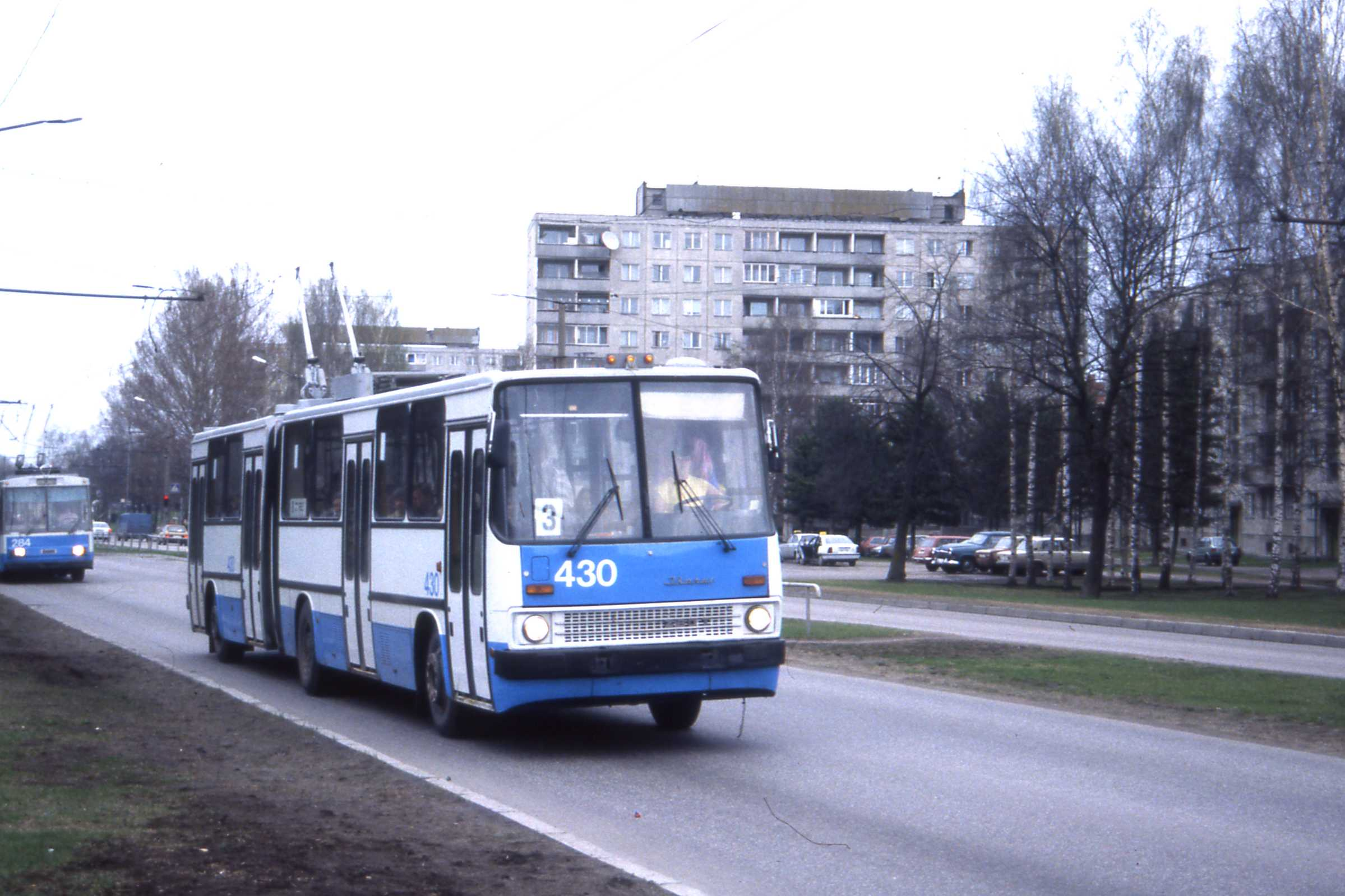
Ikarus 280 w Tallinnie

W tym samym roku powstał też prototyp trolejbusu z napędem Kiepe oznaczony 280.T4. Trafił do Segedynu w 1982 roku jako T4-281 i został tam skasowany w roku 1992.
Ikarus 280.T5 to prototyp wyposażony w elektrykę firmy Skoda, a następny prototyp Ikarus 280.T6 w Ganza. Powstały dwie sztuki tego modelu. Pierwszy z nich odbył on testy w Bułgarii i NRD, by również trafić do Segedynu i tam zostać w 1996 skasowany. Drugi był testowany w Ankarze, ale trafił na koniec do Debreczyna, gdzie z numerem taborowym 400 wyposażony w napęd od trolejbusu ZiU-9 został skasowany w roku 2000.
Oprócz ww. powstały Ikarusy 280T z napędem Hitachi (Ikarus 280.T7) i VKM (Ikarus 280.T8). Oba zostały skasowane.
Od 1985 roku Ikarus z Ganzem produkuje dla Bułgarii wersję 280.92. W latach 1985–89 dostarczono 160 trolejbusów tego typu - głównie do Sofii. Od roku 1985 do roku 1989 dostarczano do dla NRD wersję 280.93, również z napędem Ganza. Stamtąd te egzemplarze trafiły do Rumunii (Timiszoara), Estonii czy do Segedynu.
Od 1987 roku Budapeszt również zamówił 76 trolejbusów z napędem Ganza oznaczonych jako 280.94.

## Typy
- Ikarus 280.T1:
- Produkcja: BKV 1975
  - Napęd: ZIU
  - Drzwi: 2-2-2-2 harmonijka
- Ikarus 280.T3:
  - Produkcja: 1978
  - Napęd: BBC
  - Drzwi: 2-2-2-2 płatowe
- Ikarus 280.T4:
  - Produkcja: 1978
  - Napęd: Kiepe
  - Drzwi: 2-2-2-2 płatowe
- Ikarus 280.T6:
  - Produkcja: 1980
  - Napęd: Ganz
  - Drzwi: 2-2-2-2 płatowe
- Ikarus 280.T7:
  - Produkcja: 1980
  - Napęd: Hitachi
  - Drzwi: 2-2-2-2 płatowe
- Ikarus 280.T8:
  - Produkcja: BKV 1981
  - Napęd: BKV-VKI
  - Drzwi: 2-2-2-2 płatowe
- Ikarus 280.91:
  - Napęd: ZIU vagy Kiepe-Obus
  - Drzwi: 2-2-2-2 płatowe lub harmonijkowe
- Ikarus 280.91D:
  - Napęd: ZIU
  - Drzwi: 2-2-2-2 płatowe
- Ikarus 280.92:
  - Produkcja: 1985 - 1989
  - Napęd: Ganz
  - Drzwi: 2-2-2-2 harmonia
- Ikarus 280.93:
  - Produkcja: 1985 - 1989
  - Napęd: Ganz
  - Drzwi: 2-2-2-2 harmonijkowe lub płatowe
- Ikarus 280.94:
  - Produkcja: 1987 - 1989
  - Napęd: Ganz
  - Drzwi: 2-2-2-2 harmonijkowe lub płatowe